# Брюс Стіл
Брюс Стіл (англ. Bruce Steel; нар. 1 січня 1966) — колишній американський тенісист.
Найвищу одиночну позицію світового рейтингу — 387 місце досяг 24 грудня 1990, парну — 282 місце — 15 липня 1991 року.

## Фінали Туру ATP

### Парний розряд (1)
| Результат | В-П | Дата     | Турнір       | Покриття | Партнер      | Суперники                   | Рахунок  |
| --------- | --- | -------- | ------------ | -------- | ------------ | --------------------------- | -------- |
| Поразка   | 0–1 | Лип 1991 | Ньюпорт, США | Трава    | Хав'єр Франа | Джанлука Поцці Бретт Стівен | 4–6, 4–6 |